# Andrew Betts
Pour les articles homonymes, voir Betts.
Andrew « Andy » Betts, né le 11 mai 1977 à Coalville, dans le Leicestershire, en Angleterre est un ancien joueur anglais de basket-ball. Il évoluait au poste de pivot.

## Palmarès
- Champion d'Espagne 2000
- Vainqueur de la coupe de Grèce 2001
- Champion de Grèce 2002
- Vainqueur de la coupe du Roi 2004
- Vainqueur de l'EuroChallenge 2006
- Champion d'Ukraine 2011